# Marie-Victorine Manoa
Pour les articles homonymes, voir Manoa.
Marie-Victorine Manoa, née le 2 août 1991 à Lyon, est une cheffe cuisinière française. Elle est à la tête du bouchon parisien Aux Lyonnais de septembre 2021 à septembre 2023.

## Biographie

### Famille
Marie-Victorine Manoa, née le  2 août 1991 à Lyon,, est issue d'une famille de cuisiniers de la région lyonnaise : son père Jean-Louis Manoa dirige le bouchon Le Mercière, son grand-père Le Relais des Caveaux et son parrain Marcel Lapierre est spécialiste des vins du Beaujolais.
En tant que cheffe, elle est réputée pour son exigence et sa forte personnalité.
Elle est sportive et participe à la course cycliste « 200 nanas sur 200 km ».

### Formation
Après son baccalauréat STG obtenu avec mention en 2009, elle suit une formation à l'Institut Paul-Bocuse et effectue un stage à La Table du Lancaster, chez Michel Troisgros.

### Carrière
À la fin de son apprentissage en 2012, elle travaille dans plusieurs restaurants à travers le monde : elle passe six mois au Noma de Copenhague chez René Redzepi, huit mois au D.O.M. (en) de São Paulo avec Alex Atala et un an dans le trois étoiles Eleven Madison Park (en) de New York chez Daniel Humm (en),,.
En 2019, elle participe à la 10e saison de Top Chef sur M6 en tant que membre de la brigade de Michel Sarran mais est éliminée dès la deuxième semaine. La même année, elle reprend le restaurant de son père Le Mercière.

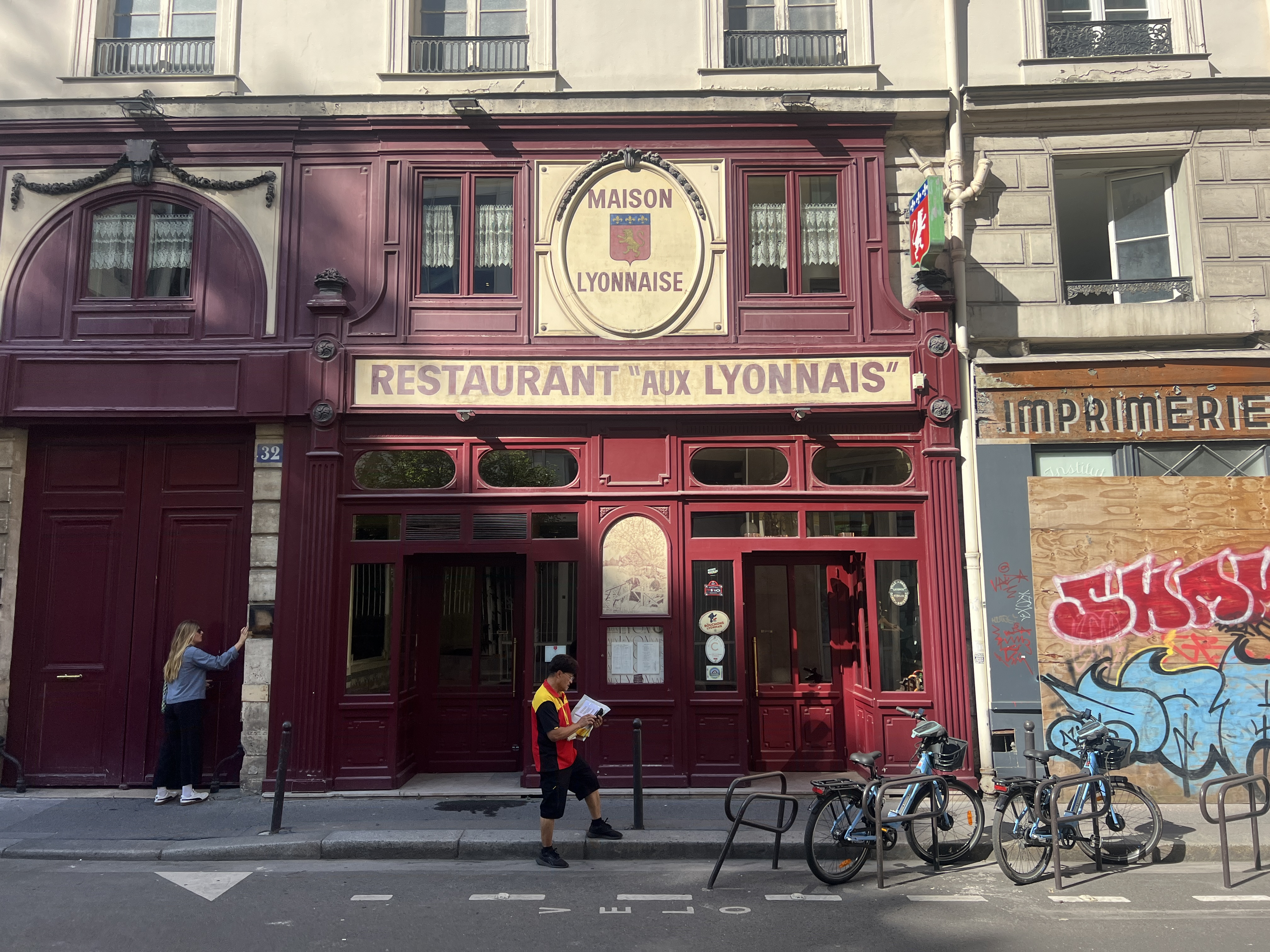
Le restaurant parisien Aux Lyonnais dont elle prend les commandes en septembre 2021.

Elle s'installe à Paris et prend les commandes du restaurant d'Alain Ducasse Aux Lyonnais en septembre 2021, restaurant historique dans le 2e arrondissement de Paris. Seul bouchon parisien, il est spécialisé dans les quenelles,,.
En 2022, elle remporte le trophée du « Bouchon lyonnais ».
Fin juin 2023, sur invitation du groupe Le Perchoir, elle prend la direction du Châlet des Îles Daumesnil pour quatre mois, un restaurant situé sur l'île de Reuilly,. Elle y revisite des classiques de la gastronomie française.
En octobre 2023, à Montréal, elle participe au tournage d’un épisode de l’émission française Très très bon. En février 2024, elle dirige un repas au restaurant Mon lapin de la même ville, dans le cadre du festival Montréal en lumière.
En septembre 2023, elle quitte le restaurant parisien Aux Lyonnais et en 2024, elle prend la tête de la Fontaine Gaillon, toujours dans le 2e arrondissement de Paris.